# NGC 5828A
NGC 5828A (другие обозначения — MCG 8-27-52, ZWG 248.43, IRAS14591+5011, PGC 53619) — спиральная галактика (Sb) в созвездии Волопас.
Этот объект не входит в число перечисленных в оригинальной редакции «Нового общего каталога» и был добавлен позднее.